# Sovrani di Niue
Questo articolo è una lista dei monarchi di Niue, isola del Pacifico, stato associato alla Nuova Zelanda dal 19 ottobre 1974.
Il titolo del sovrano di Niue è Patu-iki. Ecco la lista:
- XVI secolo  - .. Tihamau
- XVI secolo  - .. Tepunua Mutalau
- XVI secolo  - .. Leivalu
- XVI secolo  - .. Hetalangi
- XVI secolo  - .. Fakahinaiki
- XVI secolo  - .. Punimata
- XVI secolo  - .. Ihunga
- XVII secolo   - .. Patuavalu
- XVII secolo   - .. Ngaliangaaiki (conosciuto anche col nome di Galiaga-a-Iki)
- XVII secolo   - .. Fokimata
- 1874   - 1875 Pakieto (del Popolo Tama-lagau)
- 1875   - 1º marzo 1876 interregnum
- 1º marzo 1876 - 13 luglio 1887 Mataio Tui-tonga (conosciuto anche col nome di Ta-tagata), 1° Patu-iki cristiano
- 21 novembre 1888 - 15 dicembre 1896 Fata-a-iki, 2° Patu-iki cristiano
- 30 giugno 1898  - 1917 Tongia Pulu-teaki, 3° Patu-iki cristiano

Con l'istituzione del protettorato britannico sotto la forma di annessione alla Nuova Zelanda, come parte delle isole Cook, l'11 giugno 1901, sull'isola venne istituito un commissario residente ed il regno tradizionale cessò di esistere. Il titolo di Commissario residente venne sostituito nel 1974 dal Rappresentante neozelandese, sostituito infine dalla figura dell'Alto Commissario, nel 1993.